# Sơn ca mỏ dài Algulhas
Sơn ca mỏ dài Algulhas, tên khoa học Certhilauda brevirostris, là một loài chim trong họ Alaudidae.